# Чейн-Стоксово дишане
Дишането на Чейн-Стокс е вид неравномерно патологично дишане. Дълбочината на дихателните движения постепенно се увеличава, след което също така плавно намалява. Следва период на апнея и нов цикъл от постепенно задълбочаващи се, и след това затихващи дихателни движения.
Състоянието е кръстено на лекарите, които първи го описват и класифицират – Джон Чейн и William Stokes.
Чейн-Стоксовото дишане възниква при неспособност на дихателния център, в продълговатия мозък, своевременно да реагира на измененията на парциалните налягания на кислорода и въглеродния двуокис, в кръвта.
Чейн-Стоксовото дишане най-често е указание за повишено вътречерепно налягане. То може да се появи при инсулти, мозъчни тумори, конгестивна сърдечна недостатъчност, токсично-метаболитни енцефалопатии, отравяне с въглероден окис, сърдечни припадъци и кома.
Чейн-Стоксово дишане може да се наблюдава и при здрави хора, по време на сън, на голяма надморска височина. То е важен признак на планинската болест. Понякога се наблюдава по време на морфинова наркоза.
Според наблюдения на болничния персонал, Чейн-Стоксовото дишане често се появява скоро, преди да настъпи смъртта. Болните с Чейн-Стоксово дишане, не съобщават за чувство на задушаване или друг вид дихателен дискомфорт.